# Liste des éparques de Passaic
Cette page présente la liste des éparques de rite ruthène de Passaic dans le New Jersey.
L'éparchie de Passaic (Eparchia Passaicensis Ruthenorum) est une juridiction de l'Église grecque-catholique ruthène pour les fidèles de rite ruthène, créée le 6 juillet 1963.

## Sont éparques
- 6 juillet 1963-22 décembre 1967 : Stephen Kocisko
- 29 juillet 1968-6 novembre 1995 : Michaël Dudick
- 6 novembre 1995-6 décembre 2007 : Andrew Pataki
- 6 décembre 2007-19 janvier 2012 : William Skurla
- 19 janvier 2012-29 octobre 2013 : siège vacant
- depuis le 29 octobre 2013 : Kurt Burnette

## Sources
- (en) Fiche de l'éparchie sur le site catholic-hierarchy.org